# Бобровський Володимир Ілліч
Володи́мир Іллі́ч Бобро́вський народився 17 липня 1942 року в місті Варнавін Горківської області (нині с. Варнавіно Нижегородської області, Російська Федерація) – український науковець.  

## Біографія
Бобровський Володимир Ілліч народився 17 липня 1942 року у м. Варнавін Горківської області.
З 1949 по 1959 рік навчався в середній школі № 6 міста Дніпродзержинськ (нині Кам'янське), куди він разом з батьками переїхав у 1945 році. Після закінчення середньої школи, у 1959 році вступив до Дніпропетровського інституту інженерів залізничного транспорту (нині Дніпропетровський національний університет залізничного транспорту імені академіка В. Лазаряна) за спеціальністю «Експлуатація залізниць», який закінчив у 1964 році з відзнакою.
Трудову діяльність розпочав у 1964 році маневровим диспетчером в тресті Запоріжзалізобетон.
З 1965 по 1966 рік проходить військову службу в Радянській Армії. Після служби в армії працює інженером-конструктором у відділі головного конструктора Дніпродзержинського вагонобудівного заводу імені газети «Правда».
У 1967 році Володимир Ілліч прийнятий на посаду старшого лаборанта гірськовипробувальної науково-дослідної лабораторії [Архівовано 4 серпня 2017 у Wayback Machine.]  Дніпропетровського інституту інженерів транспорту. З 1968 по 1972 рік працює молодшим науковим співробітником Гірськовипробувальної науково-дослідної лабораторії та паралельно навчається в аспірантурі при кафедрі станцій та вузлів ДІІТу.
У 1973 році захистив кандидатську дисертацію на тему «Оцінка ефективності систем автоматизації сортувального процесу методом моделювання». Після захисту дисертації два роки пропрацював асистентом кафедри станцій та вузлів, а у 1975 році його було переведено на посаду доцента, яку він обіймав до 1982 року.
у 1982 році Володимира Ілліча призначено завідувачем кафедри «Станції та вузли» [Архівовано 7 серпня 2017 у Wayback Machine.] Дніпропетровського інституту інженерів транспорту.
21 березня 1995 року Бобровського Володимира Ілліча нагороджено знаком «Почесному залізничнику», а 24 травня 2002 року — знаком «Відмінник освіти».
У 2003 році захистив докторську дисертацію на тему «Теоретичні основи удосконалення конструкції та технології роботи залізничних станцій», а у 2005 році присвоєно вчене звання — професора. Того ж року Володимира Ілліча було нагороджено Почесною грамотою Кабінету Міністрів України.
18 травня 2006 року нагороджено знаком «Почесний працівник транспорту України».
З 2015 року і по теперішній час Бобровський Володимир Ілліч працює професором кафедри «Станції та вузли» Дніпропетровського національного університету залізничного транспорту імені академіка В. Лазаряна.
Основні напрямки наукових досліджень: удосконалення конструкції сортувальних гірок та технології розформування составів, удосконалення техніко-технологічних параметрів та систем керування залізничних станцій, імітаційне моделювання технологічних процесів на транспорті. 

## Нагороди та відзнаки
- Знак "Почесному залізничнику" (1995)
- Знак "Відмінник освіти України" (2002)
- Почесна грамота Кабінету Міністрів України (2005)
- Знак "Почесний працівник транспорту України" (2006)

Професор Бобровський В. І. є провідним спеціалістом в галузі проектування і експлуатації залізничних станцій та їх сортувальних пристроїв. Під його керівництвом захищено 8 кандидатських та 1 докторську дисертації. Працює в університеті близько 50 років, є автором та співавтором 10 методичних вказівок за дисциплінами кафедри. Є автором понад 210 наукових праць, в тому числі 3 монографій, 2 патентів на корисну модель і 3 свідоцтв про авторські права на твори. Керував 10 науково-дослідними роботами, що фінансувались за рахунок державного бюджету, а також на замовлення вітчизняних організацій та установ.

## Трудова діяльність
1959 - 1964 рр. навчався у Дніпропетровському інституті інженерів залізничного транспорту (зараз - Дніпропетровський національний університет залізничного транспорту імені академіка В. Лазаряна);
1964 - 1965 рр. маневровий диспетчер в тресті Запоріжзалізобетон;
1965 - 1966 рр. військова служба в Радянській Армії;
1966 - 1967 рр. інженер-конструктор у відділі головного конструктора Дніпродзержинського вагонобудівного заводу імені газети "Правда";
1967 - 1968 рр. старший лаборант Гірковипробувальної науково-дослідної лабораторії ДІІТу;
1968 - 1969 рр. молодший науковий співробітник Гірковипробувальної науково-дослідної лабораторії ДІІТу;
1969 - 1972 рр. навчання в аспірантурі ДІІТу;
1972 - 1973 рр. старший науковий співробітник Гірковипробувальної науково-дослідної лабораторії ДІІТу;
1973 р. захистив кандидатську дисертацію;
1973 - 1975 рр. асистент кафедри "Станції та вузли";
1977 р. присвоєно вчене звання доцента;
1975 - 1982 рр. доцент кафедри "Станції та вузли";
1982 - 1987 рр. завідувач кафедри "Станції та вузли";
1987 - 1999 рр. доцент кафедри "Станції та вузли";
1995 р. нагороджено знаком "Почесному залізничнику";
1999 - 2015 рр. завідувач кафедри "Станції та вузли";
2002 р. нагороджено знаком "Відмінник освіти України";
2003 р. захистив докторську дисертацію;
2005 р. присвоєно вчене звання професора;
2006 р. нагороджено знаком "Почесний працівник транспорту України".